# Adolf Wolf

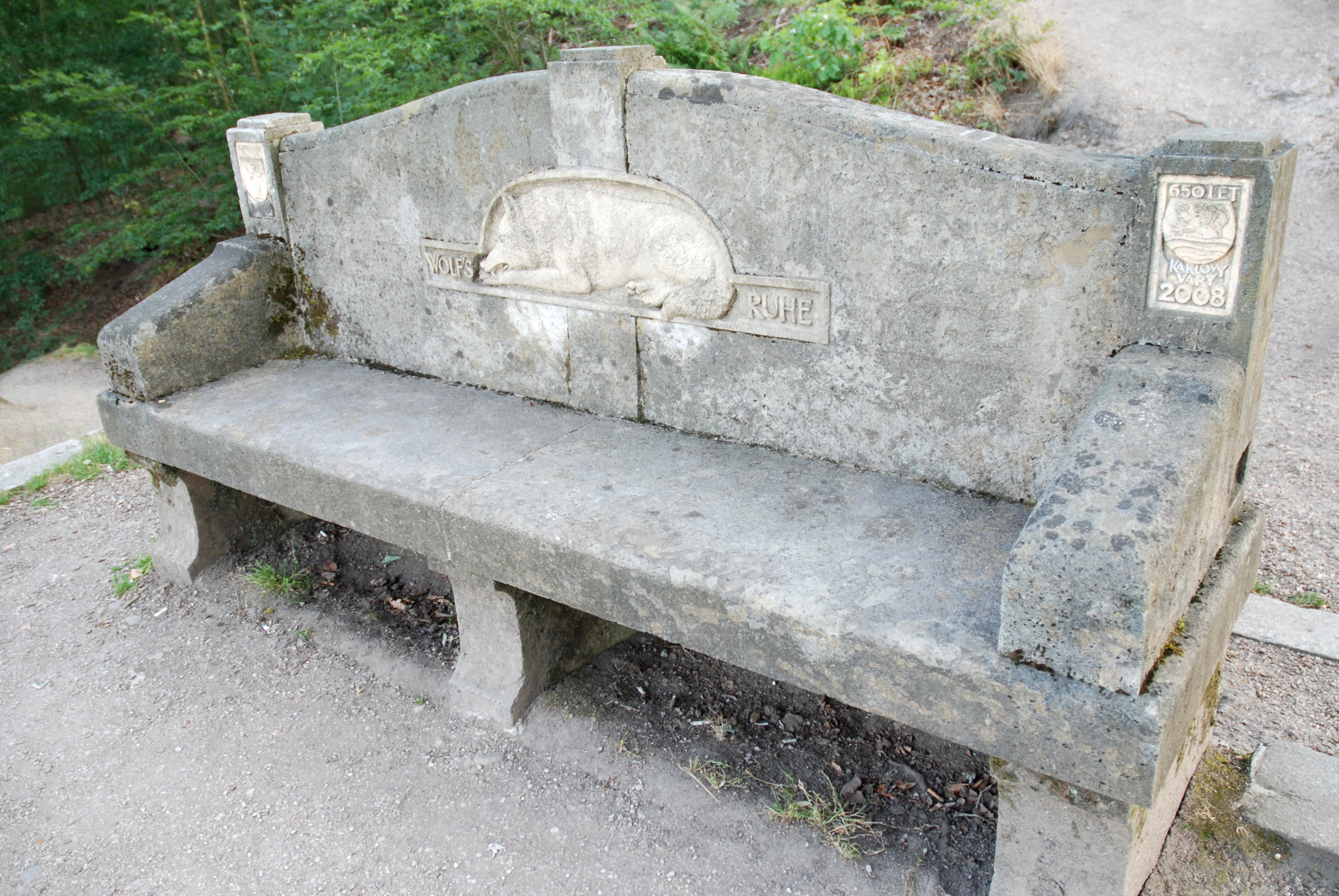
Lavička v Karlových Varech

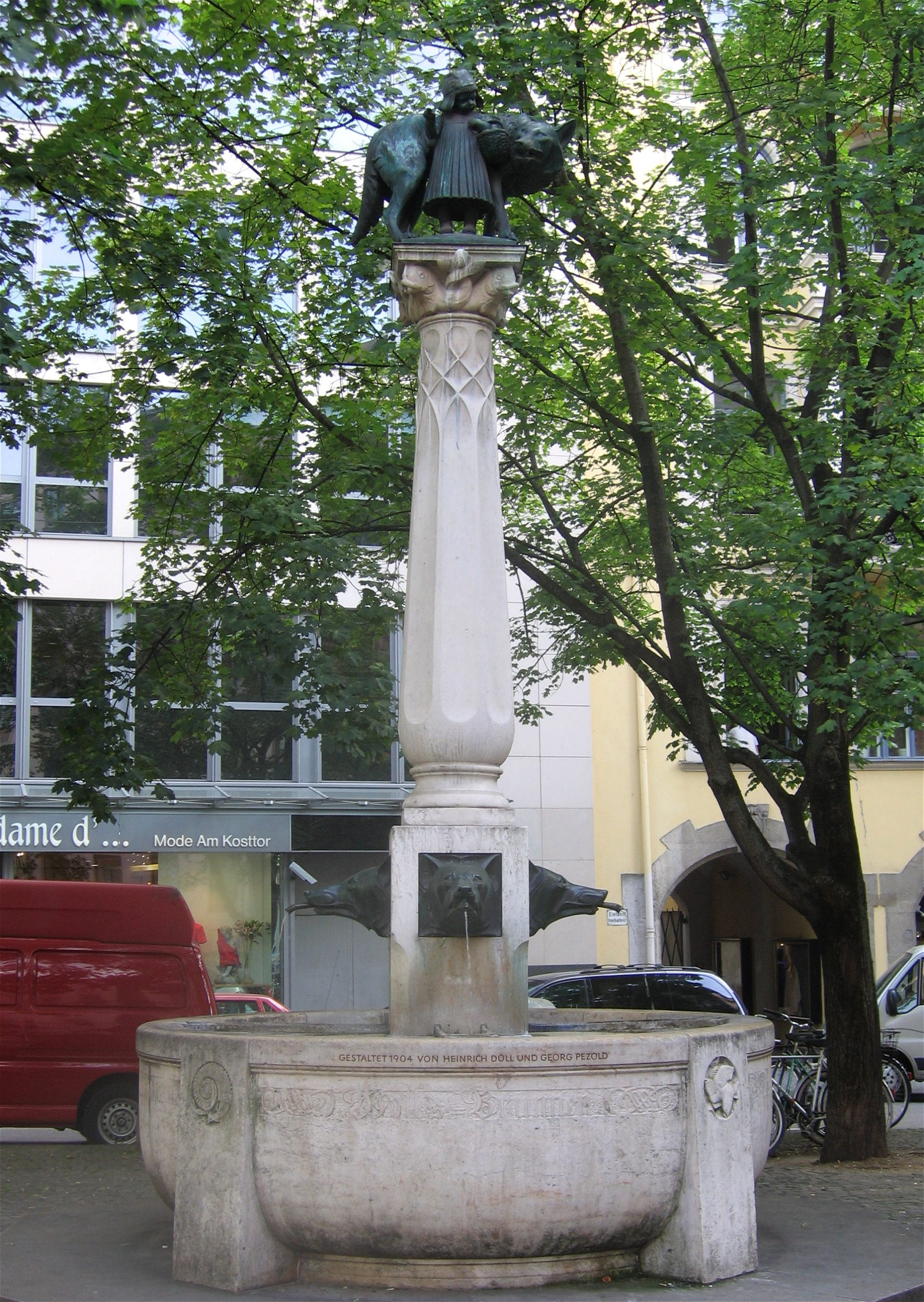
Fontána v Mnichově

Adolf Wolf (27. září 1839 Ostenberg, Německý spolek – 21. května 1928 Mnichov, Výmarská republika), byl mnichovský velkoobchodník a obchodní rada. O jeho životě zatím nejsou podrobnější informace, nebyl však bezvýznamnou osobností. V centru Mnichova stojí kašna, v Karlových Varech kamenná lavice a obě památky nesou jeho jméno.

## Biografie
Narodil se 27. září 1839 v Německu do židovské rodiny. Oženil se s Apollonií Hochreiterovou, ženou o 16 let mladší. Apollonie zemřela 22 července 1907 ve svých 52 letech, Adolf Wolf ji přežil o jednadvacet let. Manželství zůstalo bezdětné.
Obchodním radou byl jmenován v říjnu 1905. Vlastnil podíl v obchodě s manufakturním zbožím Wolf, Heiβ & Wolfmann. V roce 1914 dosahovalo jeho jmění jeden milion marek. Období po první světové válce prožil bez úhony. Zemřel 21. května 1928 ve věku 88 let.

## Památky
Své příjmení rád spojoval se symbolem vlka (něm. Wolf). V centru Mnichova stojí Wolfova fontána a v Karlových Varech kamenná Wolfova lavička.

### Fontána v Mnichově
Wolfova fontána (Wolfsbrunnen), zvána též fontána Červené karkulky (Rotkäppchenbrunnen), stojí od roku 1904 v centru bavorského hlavního města Mnichova. Pro Adolfa a Apollonii Wolfovi ji vytvořili významní němečtí sochaři Heinrich Düll a Georg Pezold.

### Lavička v Karlových Varech
Na území karlovarských lázeňských lesů bývalo zvykem vytvářet drobné či větší historické památníky na počest významného lázeňského hosta či hostů nebo jako poděkování za hostovo uzdravení. Jednou z takových památek je i Wolfova lavička.